# Sandawe (peuple)
Pour les articles homonymes, voir Sandawe.
Les Sandawe sont une population d'Afrique de l'Est vivant au centre de la Tanzanie.

## Ethnonymie
Selon les sources et le contexte, on observe différentes formes : Sandawe, Sandawi, Sandaui, Sandwe, Wassandaui.

## Langues
Leur langue est le sandawe, une langue khoïsan dont le nombre de locuteurs était estimé à 40 000 en 2000, 60 000 en 2013. La plupart utilisent aussi le swahili.